# Husbondsvimpel

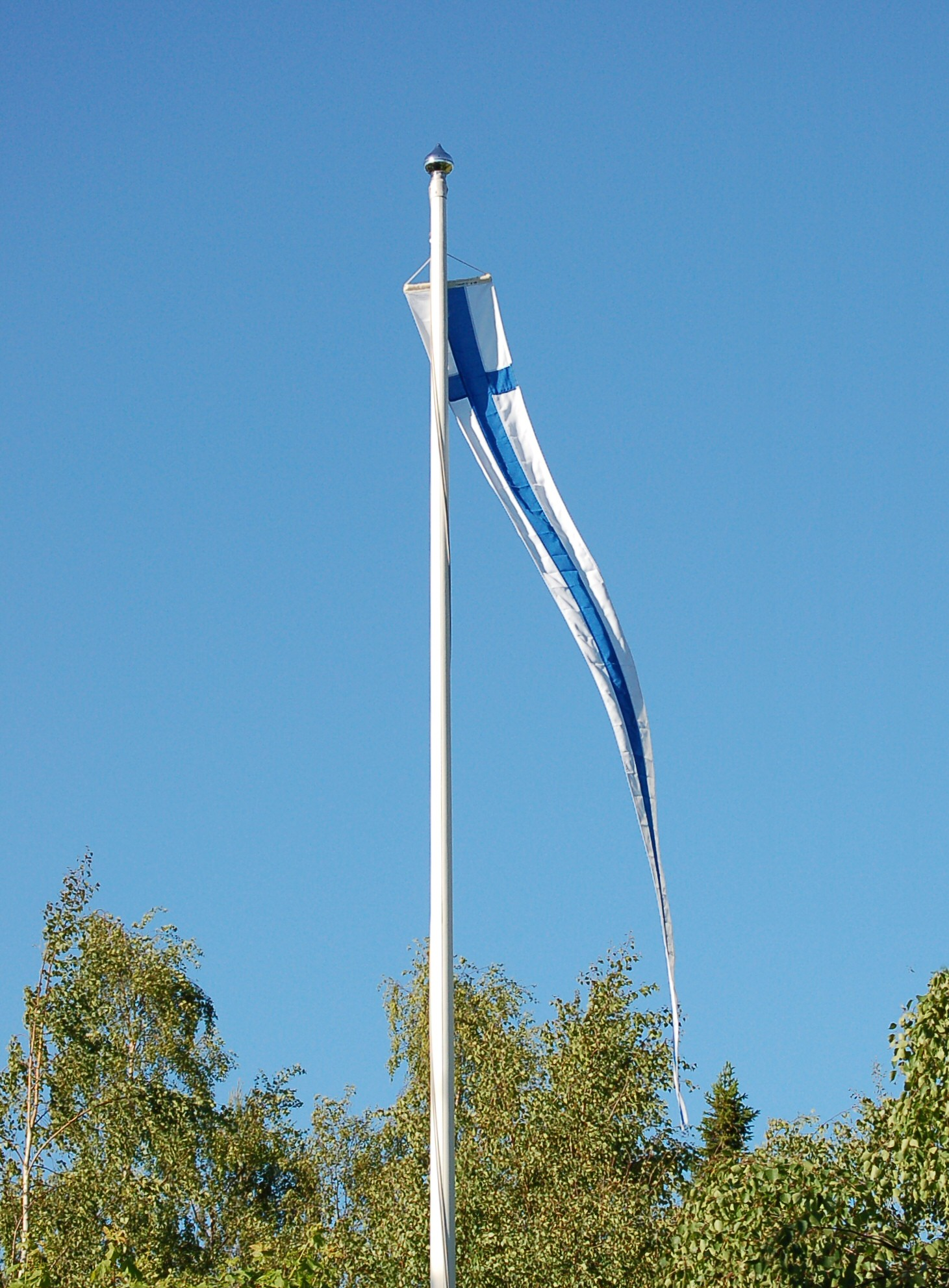
Finlands allmänna husbondsvimpel, blåkorsvimpel

Husbondsvimpel kallas en särskild typ av vimpel, som ofta används i Finland. Vimpeln hissas för att visa att man är hemma, om det inte av annat skäl finns anledning att hissa Finlands flagga. 
Namnet på vimpeln kommer sig av att den normalt visar färgerna för det landskap som fadern i familjen, "husbonden", härstammar från. Det finns också Finlands vimpel, som är vit med blått kors, alltså som Finlands flagga. Vidare har man med inspiration från de gamla vimplarna också skapat nya för de moderna landskapen. Även många kommuner i Finland använder sig av vimplar.
| Finland                   |
| svenskspråkiga finländare |

## Landskap
| Finskspråkiga Egentliga Finland  |
| Svenskspråkiga Egentliga Finland |
| Karelen                          |
| Kajanaland                       |
| Lappland                         |
| Svenskspråkiga Österbotten       |
| Kymmenedalen                     |
| Mellersta Finland                |
| Mellersta Österbotten            |
| Norra Österbotten                |
| Finskspråkiga Nyland             |
| Svenskspråkiga Nyland            |
| Satakunta                        |
| Savolax                          |
| Södra Karelen                    |
| Södra Österbotten                |
| Tavastland                       |
| Åland                            |